# Vida privada de Clint Eastwood

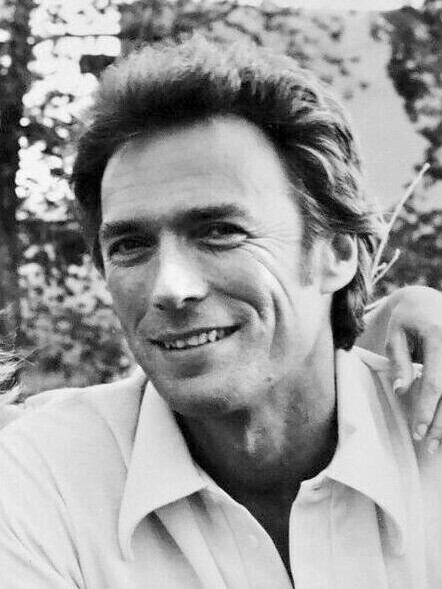
Eastwood en 1976.

Clint Eastwood ha tenido varias relaciones a lo largo de su vida, algunas casuales y otras serias, con diferentes duraciones. Se le conocen ocho hijos de seis mujeres, aunque solo la mitad fueron reconocidos públicamente. Eastwood ha evitado confirmar el número exacto de sus hijos, y ha habido discrepancias sobre la cifra. Su biógrafo, Patrick McGilligan, ha dicho que el número total de hijos es incierto, mencionando que uno de ellos nació cuando Eastwood aún estaba en la secundaria.
El primer matrimonio de Eastwood fue con Margaret Neville Johnson, una secretaria que luego se convirtió en instructora de fitness. Se casaron en diciembre de 1953, después de conocerse en una cita a ciegas en mayo. Durante su noviazgo, Eastwood tuvo un romance que resultó en el nacimiento de su hija Laurie en 1954, quien fue adoptada por Clyde y Helen Warren. Aunque la madre biológica de Laurie no es conocida, su biógrafo McGilligan mencionó que era parte de un grupo teatral en el que Eastwood estaba. Durante su matrimonio, Eastwood tuvo varias relaciones extramatrimoniales, incluida una larga con Roxanne Tunis, que duró de 1959 a 1973 y que dio lugar al nacimiento de su hija Kimber en 1964. La relación con Tunis fue «saludable» hasta su fallecimiento en 2023.
Johnson aceptó el matrimonio abierto con Eastwood, y tuvieron dos hijos: Kyle (1968) y Alison (1972). En 1975, Eastwood comenzó una relación con la actriz Sondra Locke, quien estaba casada desde 1967 con Gordon Leigh Anderson, un hombre homosexual. Locke dijo que Eastwood le cantaba «She Made Me Monogamous» y le confesó que nunca antes había estado enamorado. Nueve años después, Eastwood se divorció de Johnson, pero Locke siguió casada con Anderson hasta su muerte en 2018. Según Bill Brown, editor del Carmel Pine Cone, Eastwood consideraba a Locke el amor de su vida, aunque nunca comentó públicamente sobre su fallecimiento.
Eastwood tuvo dos hijos, Scott (1986) y Kathryn (1988), con Jacelyn Reeves, una azafata, sin reconocerlos legalmente. Tras su separación de Locke en 1989, ella lo demandó por pensión alimentaria y luego por fraude, alcanzando un acuerdo en ambos casos.
A principios y mediados de los 90, Eastwood tuvo una relación con la actriz Frances Fisher, con quien tuvo una hija, Francesca (1993). En 1996, se casó por segunda vez con la presentadora Dina Ruiz, quien le dio una hija, Morgan, ese mismo año. Su matrimonio duró hasta 2014. Desde entonces, Eastwood ha sido vinculado con otras mujeres.
Los representantes de Eastwood han negado conocer detalles de su vida personal. Mantuvo una relación con Christina Sandera, una anfitriona de restaurante, desde 2014 hasta su fallecimiento por arritmia el 18 de julio de 2024. Sin embargo, Eastwood nunca comentó públicamente sobre su relación antes de anunciar su muerte.

## Relaciones sexuales en su juventud
Durante una entrevista para su única biografía autorizada, Eastwood le dijo al historiador del cine Richard Schickel que perdió su virginidad con una vecina cuando tenía 14 años. A los 19 años, Eastwood salió con una maestra de unos 20 años que lo acosó y amenazó con suicidarse después de que él terminara la relación. Reflexionando sobre esta relación, Eastwood comentó a Us Weekly en 1987: «Hubo una pequeña malinterpretación sobre cuán seria era toda la situación».
Eastwood admitió a Schickel que sus conquistas durante esos años fueron «numerosas», aunque ninguna se menciona en el libro.

## Matrimonio con Margaret Johnson

### Primeros affaires extramatrimoniales e hija dada en adopción
A principios de 1953, Eastwood conoció a Margaret Neville «Maggie» Johnson, una secretaria de 22 años, durante una cita a ciegas en San Francisco. Johnson estaba por graduarse de la Universidad de California en Berkeley. Mientras tanto, Eastwood se mudó a Seattle, donde, para agradar a una chica, se unió a un grupo de teatro amateur. Según el biógrafo Patrick McGilligan, una joven no identificada quedó embarazada de Eastwood y dio a su hija en adopción. La niña, Laurie Murray (nacida el 11 de febrero de 1954), fue adoptada por Clyde y Helen Warren.
 Su existencia no se conoció públicamente hasta 2018, cuando Laurie fue reconocida como hija de Eastwood a los 64 años. Según su hijo Lowell Thomas Murray IV, la madre biológica nunca le informó a Eastwood sobre el embarazo ni volvió a contactarlo. McGilligan, por su parte, dijo que Eastwood habló del embarazo con amigos y familiares, luego le dio dinero a la mujer y se fue a Los Ángeles.
En octubre de 1953, Johnson anunció su compromiso con Eastwood. Se casaron el 19 de diciembre en la Iglesia Congregacional de Oneonta en South Pasadena, California, menos de ocho semanas antes de que la mujer no identificada de Seattle diera a luz a Laurie. No se ha explicado por qué Eastwood decidió casarse con Johnson mientras otra mujer esperaba su hijo. Laurie, por su parte, trabajó como maestra de primaria en el Distrito Escolar South Kitsap de Washington.
El matrimonio de Eastwood con Johnson enfrentó problemas. Según Schickel, Eastwood pensaba que eran demasiado jóvenes y no lo suficientemente estables. Johnson, quien era la principal proveedora, esperaba casarse después de un tiempo de cortejo. La actriz Mamie Van Doren comentó que tuvo un romance con Eastwood en el verano de 1955 mientras trabajaban en Star in the Dust, una película de bajo presupuesto en la que ella era la protagonista y él tenía un pequeño papel sin acreditar. A finales de octubre de ese año, Eastwood supuestamente se encontró con una entonces desconocida Jayne Mansfield. Él describió ese período de su vida como un «matrimonio de soltero».

### Relación con Roxanne Tunis

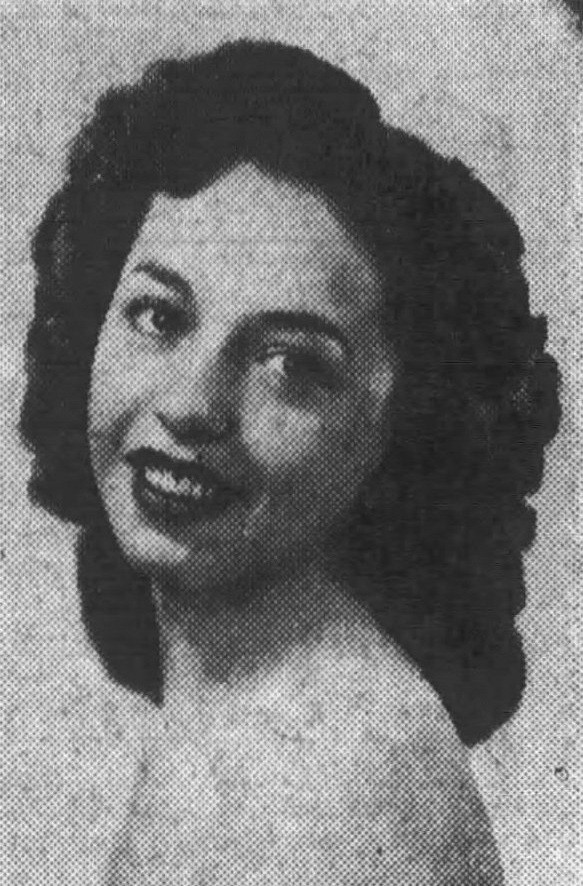
Tunis en 1949.

En 1959, durante la segunda temporada de Rawhid, Eastwood inició una relación de 14 años con Roxanne Tunis, una bailarina y doble de riesgo que también estaba casada pero separada. De esta relación nació su hija Kimber Eastwood el 17 de junio de 1964, aunque su existencia se mantuvo en secreto hasta 1989, cuando fue revelada por National Enquirer. El certificado de nacimiento de Kimber muestra a Eastwood como el padre.
El biógrafo Marc Eliot sugirió que la esposa de Eastwood, Johnson, probablemente no sabía del bebé, aunque muchos en el set sí lo sabían. Algunos informes aseguran que Johnson conoció a Tunis en 1972, cuando hizo una visita al set de Breezy. Según Barbara Eden, una actriz que fue testigo de la relación, Eastwood y Johnson tenían un matrimonio algo abierto.
En 1992, Johnson dio una entrevista en la que no quiso hablar sobre Tunis, y aunque Tunis y sus hermanos nunca hablaron con los medios, fuentes cercanas a la familia dijeron que Eastwood estaba emocionado cuando supo que Roxanne estaba embarazada. Esto contradice la biografía de 1996 que afirmaba que Eastwood no supo de la gravidez hasta después del nacimiento de Kimber.
Kimber ha sido muy abierta sobre su relación con Eastwood. En 1989, confirmó que era su padre y expresó que estaba sorprendida pero aliviada de que todo se supiera. Después, declaró que Eastwood la había rechazado y que no la apoyaba. Incluso se negó a asistir a su boda en 1990. Durante todo este tiempo, Eastwood mantuvo silencio, y hasta 1993, algunas publicaciones como People negaron la existencia de Kimber.
Tunis falleció el 23 de junio de 2023, a los 93 años. Eastwood quedó devastado por su muerte, y su hija dijo que para Tunis, Eastwood fue «uno de sus verdaderos amores».